# Styringomyia crassicosta
Styringomyia crassicosta är en tvåvingeart som först beskrevs av Paul Gustav Eduard Speiser 1908.
Styringomyia crassicosta ingår i släktet Styringomyia och familjen småharkrankar. Inga underarter finns listade i Catalogue of Life.